# كيث هوليداي
كيث هوليداي (بالإنجليزية: Keith Holliday)‏ هو لاعب دوري الرغبي بريطاني، ولد في 6 أبريل 1934 في ويكفيلد في المملكة المتحدة، وتوفي بنفس المكان في 9 مارس 2017.